# 赤崎棘鯛
赤崎棘鯛為輻鰭魚綱鱸形目鱸亞目鯛科的其中一種，分布於西太平洋的新喀里多尼亞海域，體長可達18.5公分，棲息在中底層水域。